# Anders Peder Westenholz
Anders Peder Westenholz (født 16. oktober 1825 i Frederikshavn, død 14. januar 1886 på Dronninggaard) var en dansk handelsmand. Han var sønnesøn af Johan Dietrich Wilhelm Westenholz.
Westenholz kom som dreng i handelslære i Aalborg og gik derefter til udlandet, hvor han i en ung alder etablerede sig som købmand i Leith (Stegmann, Westenholz & Co.). Fra begyndelsen af halvtredserne var han etableret i London, først sammen med broderen Regnar Westenholz, senere i en lang årrække alene. Hans firma Westenholz Brothers blev en meget stor forretning, som også havde betydning for Danmarks handelsforbindelse med England. 1861-82 var han dansk generalkonsul i London, og ligesom han i denne stilling viste megen interesse for sine landsmænd, således vedblev han også på anden måde at være knyttet til Danmark. Westenholz, som nærede stor interesse for landvæsenet, deltog i virksomheden for den jyske hedeplantning, og efter at han i tresserne havde købt Dronninggaard på Sjælland, tilbragte han megen tid med administrationen af denne ejendom, hvor han levede sine sidste år. Fra 1877 til sin død var han formand i bestyrelsen for "Det danske Gaskompagni". Han blev 1882 kommandør af Danebrog og 1885 etatsråd.